# Shigetoshi Hasebe
Shigetoshi Hasebe (長谷部 茂利, Hasebe Shigetoshi) (Yokohama, 23 de abril de 1971) é um ex-futebolista e treinador de futebol japonês que atuava como meio-campista. Atualmente comanda o Kawasaki Frontale.

## Carreira de jogador
Em sua carreira como atleta, Hasebe teve passagens destacadas por Verdy Kawasaki (atual Tokyo Verdy), onde venceu a segunda edição da J. League, em 1994 (mesmo ano de sua estreia como profissional), e Vissel Kobe, onde chegou a vestir a camisa 10. Ele ainda defendeu o Kawasaki Frontale, que disputava a antiga segunda divisão japonesa, em 1997.
Seu último clube foi o JEF United Ichihara, tendo atuado regularmente por 2 temporadas. Em 2003, após jogar uma única partida pela Copa da Liga Japonesa, teve o contrato rescindido em julho, antes de se aposentar aos 32 anos.

## Carreira de treinador
Hasebe voltou ao futebol em 2006, agora como auxiliar do time Sub-18 do Vissel Kobe, função que exerceu até 2011, quando foi promovido para a comissão técnica da equipe principal. Foi também assistente do JEF United em 2016, fazendo sua estreia como técnico principal no mesmo ano, após a saída de Takashi Sekizuka. Em dezembro de 2017, foi anunciado como novo treinador do Mito HollyHock para a temporada seguinte.
Em fevereiro de 2020 foi anunciado como novo técnico do Avispa Fukuoka, levando o clube a conquistar a Copa da Liga Japonesa de 2023, derrotando o Urawa Red Diamonds na decisão.

## Títulos

### Como jogador
Verdy Kawasaki
- J. League: 1994
- Copa do Imperador: 1996
- Copa da Liga Japonesa: 1994
- Supercopa do Japão: 1994, 1995

### Como treinador
Avispa Fukuoka
- Copa da Liga Japonesa: 2023

Prêmios Individuais
- J.League Manager of the Year: 2023[6]